# Karl Eduard Miram

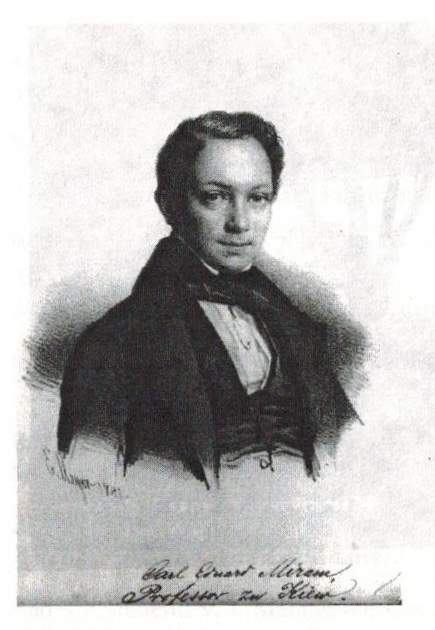
Karl Eduard Miram (1842)

Karl Eduard Miram (ukrainisch Едуард Ернестович Мірам Eduard Ernestowytsch Miram, russisch Эдуард Эрнестович Мирам Eduard Ernestowitsch Miram; * 5. Augustjul. / 17. August 1811greg. in Mitau, Gouvernement Kurland, Russisches Kaiserreich; † 24. Märzjul. / 5. April 1887greg. in Kiew, Gouvernement Kiew, Russisches Kaiserreich) war ein russischer Physiologe, Anatom und Zoologe deutscher Abstammung.

## Leben
Karl Eduard Miram kam in eine deutschbaltische Kaufmannsfamilie in Mitau, dem heute lettischen Jelgava, zur Welt. Dort besuchte er die Elementarschule zu St.-Annen für Knaben und anschließend das örtliche Gymnasium, dass er 1829 abschloss. Von 1829 bis 1831 studierte er an der Mediko-Chirurgischen Akademie (MCA) in Sankt Petersburg und von 1831 bis 1833 an der Kaiserlichen Universität Dorpat. Während seines Studiums in Dorpat unterrichtete er am dortigen Knabenpensionat Naturgeschichte. Zwischen 1833 und 1836 arbeitete er an der MCA in Wilna als Gehilfe des Prosektors und absolvierte sein Medizinstudiums als Arzt. Zwischen 1837 und 1840 war er als Prosektor für vergleichende Anatomie und Adjunkt-Professor an der MCA in Wilna beschäftigt und daran folgend bildete er sich bis 1840 in Deutschland, Frankreich, England und der Schweiz weiter. Er kehrte im Juni/Juli 1842 über Königsberg nach Wilna zurück. Dort promovierte er 1842 an der MCA zum Dr. med. und im selben Jahr zum Dr. med. et chir. an der Königsberger Universität.
Anschließend ging er an die St.-Wladimir-Universität in Kiew, wo er zwischen 1842 und 1843 außerordentlicher Professor für Physiologie des gesunden Menschen und für Physiologie des kranken Menschen war, zeitgleich Vorlesungen in Zoologie hielt und Leiter des Zoologischen Kabinetts an der Kiewer Universität war. 1843 wurde er zum ordentlichen Professor am Lehrstuhl für Physiologie des gesunden Menschen ernannt, was er bis 1862 blieb. 1854 wurde er zudem bis 1862 Dekan der Medizinischen Fakultät der St.-Wladimir-Universität. Ab 1843 war er noch ehrenamtlich als Arzt am Kiewer Postamt tätig. Während der Choleraepidemie leitete er in Kiew im Zeitraum von 1847 bis 1857 überdies zwei Cholera-Krankenhäuser sowie einige Gouvernement-Militärhospitäler. Zuletzt war er von 1862 an bis an sein Lebensende als praktischer Arzt in Kiew tätig. 1887 starb er 75-jährig auf seinem Gut bei Kiew.

## Ehrungen
- 1850 Ernennung zum Staatsrat[2][3]
- 1851 Orden der Heiligen Anna 3. Klasse[2]
- 1853 Orden der Heiligen Annan 2. Klasse[2]
- 1858 Sankt-Stanislaus-Orden 2. Klasse mit Kaiserlicher Krone[2]
- 1862 Orden der Heiligen Anna 2. Klasse mit Kaiserlicher Krone[2]